# 高雄市第一選舉區 (1989–2004年立法委員)
高雄市第一選舉區為中華民國1989至2008年區域立法委員在高雄市的一個選舉區，範圍為高雄市北半部，於1989年立法委員選舉由高雄市立法委員選舉區劃分的兩個複數選舉區之一，自2005年修憲後改為單一選區並進行選區範圍調整。

## 選區範圍
鹽埕區、鼓山區、左營區、楠梓區、三民區、旗津區。

## 最近選舉結果
| 總統歷屆     | 高雄市第一選舉區 | 高雄市第一選舉區           |
| ------------ | ---------------- | -------------------------- |
| 1996，第9屆  |                  | 李登輝50.42% -彭明敏26.46% |
| 2000，第10屆 |                  | 陳水扁44.67% -宋楚瑜31.33% |
| 2004，第11屆 |                  | 陳水扁54.32% -連戰45.68%   |

## 歷屆立法委員[1]

### 第一屆第六次增額至第六屆
| 第1屆 第六次增額 (1990–1993) | 1989 |  | 王志雄 · ( 中國國民黨) |                        | 林壽山 · ( 中國國民黨) |                          | 李慶雄 · ( 民主進步黨)     |  | 黃天生 · ( 民主進步黨)                |                          |                        |
| 第2屆 (1993–1996)            | 1992 |  | 黃昭順 · ( 中國國民黨) |                        | 林壽山 · ( 中國國民黨) | 李必賢 · ( 中國國民黨)   | 李慶雄 · ( 民主進步黨)     |  | 陳哲男 · ( 中國國民黨 · → 民主進步黨) |                          | 朱星羽 · ( 民主進步黨) |
| 第2屆 (1993–1996)            | 1992 |  | 黃昭順 · ( 中國國民黨) |                        | 林壽山 · ( 中國國民黨) | 李必賢 · ( 中國國民黨)   | 李慶雄 · ( 民主進步黨)     |  | 陳哲男 · ( 中國國民黨 · → 民主進步黨) |                          | 朱星羽 · ( 民主進步黨) |
| 第3屆 (1996–1999)            | 1995 |  | 黃昭順 · ( 中國國民黨) | 王天競 · ( 中國國民黨) |                        | 李必賢 · ( 中國國民黨)   | 朱高正 · ( 新黨 · →無黨籍) |  | 陳其邁 · ( 民主進步黨)                |                          | 朱星羽 · ( 民主進步黨) |
| 第3屆 (1996–1999)            | 1995 |  | 黃昭順 · ( 中國國民黨) | 王天競 · ( 中國國民黨) |                        | 李必賢 · ( 中國國民黨)   | 朱高正 · ( 新黨 · →無黨籍) |  | 陳其邁 · ( 民主進步黨)                |                          | 朱星羽 · ( 民主進步黨) |
| 第4屆 (1999-2002)            | 1998 |  | 黃昭順 · ( 中國國民黨) | 王天競 · ( 中國國民黨) | 李慶雄 · ( 建國黨)     |                          | 劉憲同 · ( 中國國民黨)     |  | 陳其邁 · ( 民主進步黨)                |                          | 朱星羽 · ( 民主進步黨) |
| 第5屆 (2002-2005)            | 2001 |  | 江綺雯 · ( 中國國民黨) |                        | 羅世雄 · ( 中國國民黨) |                          | 林進興 · ( 民主進步黨)     |  | 陳其邁 · ( 民主進步黨)                | 蘇盈貴 · ( 台灣團結聯盟) | 朱星羽 · ( 民主進步黨) |
| 第6屆 (2005-2008)            | 2004 |  | 張顯耀 · ( 親民黨)     |                        | 羅世雄 · ( 中國國民黨) | 曾燦燈 · ( 台灣團結聯盟) | 林進興 · ( 民主進步黨)     |  | 李昆澤 · ( 民主進步黨)                |                          | 管碧玲 · ( 民主進步黨) |